# Mathys Tel
Mathys Tel (Sarcelles, 27 de abril de 2005) é um futebolista francês que atua como centroavante e ponta. Atualmente, joga no Tottenham.

## Carreira

### Rennes
Ex-jogador da academia de juniores do Paris FC, Tel ingressou no Rennes em 2020. Ele fez sua estreia profissional em 15 de agosto de 2021 no empate por 1–1 na liga contra o Brest. Sua estreia aos 16 anos e 110 dias o tornou o jogador mais jovem a disputar uma partida oficial pelo Rennes, recorde que antes era de Eduardo Camavinga e o 11.º mais jovem a estrear na Ligue 1.
Poucos dias depois, assinou o primeiro contrato profissional com o clube bretão.

### Bayern de Munique
Em 26 de julho de 2022, Tel assinou com o Bayern de Munique, por um contrato de cinco anos. A taxa de transferência paga ao Rennes foi de € 28,5 milhões, bônus incluídos. Em 31 de agosto de 2022, ele marcou seu primeiro gol na vitória por 5–0 sobre o Viktoria Köln pela Copa da Alemanha, tornando-se o jogador mais jovem a marcar um gol pelo clube em uma partida oficial, com 17 anos e 126 dias. Ele marcou seu primeiro gol na Bundesliga no empate de 2–2 contra o Stuttgart em 10 de setembro de 2022, tornando-se o artilheiro mais jovem do clube naquela competição.

### Tottenham
No dia 3 de fevereiro de 2025, o Tottenham anunciou a contratação do atacante Mathys Tel. O jovem de 19 anos chega por empréstimo do Bayern de Munique. O time inglês pagará o salário do jogador até junho, ou seja, final da temporada. Além disso, a negociação pode chegar ao valor de € 60 milhões (aproximadamente R$ 360 milhões).
Em 15 de junho de 2025, o Tottenham confirmou a contratação definitiva de Tel, em um acordo válido até 2031.

## Estatísticas
Atualizado até 27 de maio de 2023.

### Clubes
| Equipe            | Temporada         | Campeonato nacional | Campeonato nacional | Copa nacional | Copa nacional | Competições continentais | Competições continentais | Total | Total |
| Equipe            | Temporada         | Jogos               | Gols                | Jogos         | Gols          | Jogos                    | Gols                     | Jogos | Gols  |
| ----------------- | ----------------- | ------------------- | ------------------- | ------------- | ------------- | ------------------------ | ------------------------ | ----- | ----- |
| Rennes B          | 2021–22           | 6                   | 6                   | –             | –             | –                        | –                        | 6     | 6     |
| Rennes B          | Total             | 6                   | 6                   | –             | –             | –                        | –                        | 6     | 6     |
| Rennes            | 2021–22           | 7                   | 0                   | 1             | 0             | 2                        | 0                        | 10    | 0     |
| Rennes            | Total             | 7                   | 0                   | 1             | 0             | 2                        | 0                        | 10    | 0     |
| Bayern de Munique | 2022–23           | 22                  | 5                   | 1             | 1             | 5                        | 0                        | 28    | 6     |
| Bayern de Munique | Total             | 22                  | 5                   | 1             | 1             | 5                        | 0                        | 28    | 6     |
| Total na carreira | Total na carreira | 35                  | 11                  | 2             | 1             | 7                        | 0                        | 44    | 12    |

## Títulos
Bayern de Munique
- Campeonato Alemão: 2022–23

Tottenham
- Liga Europa da UEFA: 2024–25[12]

França
- Campeonato Europeu Sub-17: 2022[13]